# Borinage (film)
Borinage (indicato anche col titolo Misère au Borinage) è un film muto del 1933 diretto da Joris Ivens e Henri Storck.

## Trama
Nel 1932 in Belgio, dopo la quinta diminuzione del salario dei minatori in meno di due anni, un grande sciopero paralizza le miniere di carbone per due lunghissimi mesi dal 6 luglio al 4 settembre 1932. Lo sciopero sarà poi duramente represso..
Il documentario descrive le condizioni degli operai e delle loro famiglie.
La struttura si compone di una serie di sequenze narrative autonome:
- distruzione da parte del padronato delle derrate alimentari: latte e caffè sono rovesciati in acqua e a terra, il frumento pronto per il raccolto viene bruciato;
- montaggio di filmati della repressione di un altro sciopero a Ambridge in Pennsylvania;
- corteo di donne e repressione da parte della forza pubblica;
- notizie e commenti sullo sciopero nella stampa nazionale;
- tomba del giovane minatore Louis Tayenne ucciso il 10 luglio 1932;
- consegna alla madre vedova del 73.50 di un giovane minatore di 15 anni che lavora nelle profondità della miniera immerso nell'acqua;
- sfratto delle famiglie che non possono più pagare l'affitto (di 330 case operaie 200 resteranno vuote) e trasferimento in baracche dismesse senza acqua corrente e senza elettricità, collocate per ironia sotto i pali dell'alta tensione;

episodi di solidarietà tra i lavoratori e riunioni organizzative;
- raccolta degli scarti di carbone;
- visita medica organizzata dal sindacato dei bambini malati e denutriti
- dimostrazione a Wasmes del 15-16 ottobre 1933 con il ritratto di Karl Marx per l'anniversario della sua morte.[2][3]

## Origine dell'opera
Quando Henry Storck rientrò in Belgio dopo aver lavorato in Francia come assistente per Jean Grémillon e come assistente e attore per Jean Vigo, grandi scioperi scoppiano nel Borinage. Denis Marion, André Thirifays e Pierre Vermeylen, animatori del Club de l'Écran di Bruxelles domandano al cineasta di realizzare insieme a Joris Ivens un film documentario sullo sciopero.

## Tempi e luoghi delle riprese
- estate del 1933
- bacino carbonifero del Borinage, sub-regione francofona del Belgio

## Accoglienza critica
Il film incontrò grandi difficoltà di distribuzione e fu sottoposto a divieti e censure.

## Testimonianza dei registi
Ce style dépouillé au possible, presque contemplatif, fut pour la presse bourgeoise le prétexte de se déchaîner contre le film et contre moi...»
(Joris Ivens ou la Mémoire d’un regard.)
"Qualsiasi tipo di estetica ci sembrava indecente. La nostra mdp non era altro che un grido di rivolta" (Henri Storck). 